# Дік Схоф
Гендрікус Вільгельмус Марія «Дік» Схооф (також Схоф, Скоф; нід. Hendrikus Wilhelmus Maria "Dick" Schoof [sxoːf]; нар. 8 березня 1957, Сантпорт, Північна Голландія) — нідерландський державний службовець. Прем'єр-міністр Нідерландів з 2 липня 2024 року. З 1 березня 2020 до 28 травня 2024 року — генеральний секретар Міністерства юстиції та безпеки. Раніше він був генеральним директором Генеральної служби розвідки та безпеки та Національним координатором з питань контртероризму та безпеки.

## Ранні роки
Схоф вивчав містобудування в Радбодському університеті Неймегену з 1975 по 1982 рік. Окрім навчання, він був активним членом студентської веслувальної асоціації Phocas, де був президентом 33-го правління у 1979—1980 роках.

## Кар'єра на державній службі
Після закінчення університету Схоф став співробітником з питань освітньої політики в Асоціації нідерландських муніципалітетів. У 1988 році він перейшов до Міністерства освіти, культури та науки, де обіймав різні посади. У 1996 році став заступником генерального секретаря Міністерства юстиції.
З 1999 по 2003 рік Схоф був головним директором Служби імміграції та натуралізації, а наприкінці цього періоду він також став генеральним директором проєкту Закону про іноземців 2000 року. Пізніше він став генеральним директором Департаменту громадського порядку і безпеки Міністерства внутрішніх справ і королівських відносин, де ініціював Стратегію національної безпеки і взяв на себе відповідальність за боротьбу з радикалізацією, яка фактично належала до компетенції Міністерства юстиції. Відповідно, Схоф також спочатку був противником посади Національного координатора з питань боротьби з тероризмом, створеної у 2004 році.
У 2010 році Схоф був одним з архітекторів нового Міністерства безпеки та юстиції, яке об'єднало Головне управління безпеки Міністерства внутрішніх справ і, таким чином, приєднало поліцію на додаток до прокуратури. Сам Схооф наприкінці 2010 року став генеральним директором поліції в цьому «суперміністерстві» і, таким чином, відповідав за формування нової Національної поліції. Однак критика цього дуже трудомісткого проєкту в основному стосувалася міністра Іво Опстельтена та першого національного шефа поліції Жерара Бумана.

### Національний координатор з питань антитерористичної діяльності та безпеки
Після невдалої спроби стати генеральним секретарем юстиції та оборони, Схоф змінив Еріка Акербума на посаді Національного координатора з питань боротьби з тероризмом та безпеки з 1 березня 2013 року, на посаді, яку він спочатку так критично оцінював. За п'ять років на посаді він займався розслідуванням збиття рейсу MH17 17 липня 2014 року, а також регулярно виступав у ЗМІ з інших питань національної безпеки.
Незалежне розслідування дій уряду після катастрофи MH17 дійшло висновку, що на той час агентство було «занадто зациклені на собі і мало співпрацював з іншими урядовими відомствами». Згідно із запитуваними документами, перед публікацією розслідування Схоф намагався чинити тиск, щоб послабити висновки і змінити склад слідчої комісії. Коментуючи це викриття, Міністерство юстиції та безпеки відповіло, що ці спроби впливу не мали б успіху.
У 2024 році внутрішні документи, отримані NRC, показали, що Схоф дозволив агентству відстежувати громадян за допомогою фейкових акаунтів в Інтернеті з 2014 року, хоча юристи неодноразово попереджали його про те, що це, ймовірно, не дозволено законом. Серед них були «лідери політичних кампаній, релігійні лідери, ліві та праві активісти».

### Генеральний директор Служби загальної розвідки та безпеки
З 17 листопада 2018 року Схоф змінив Роба Бертолі на посаді генерального директора Генеральної служби розвідки та безпеки. Він вважав, що служба була занадто зациклена на собі, і хотів змінити це, в тому числі за допомогою орієнтованої на 2030 рік траєкторії «Бігль», більшої прозорості та кращих відносин із зовнішніми партнерами. Схоф також зіткнувся з критикою двох офіційних повідомлень, виданих службою щодо ісламського ліцею Корнеліуса Хаги в Амстердамі, а також з критикою з боку новоствореної Toetsingscommissie Inzet Bevoegdheden.
Після 15 місяців роботи в Дік Схоф пішов на посаду генерального секретаря Міністерства юстиції та безпеки з 1 березня 2020 року — посаду, яка несподівано стала вакантною, але яку, за словами багатьох, Схоф завжди хотів зайняти, хоча б для того, щоб це проблемне міністерство нарешті почало функціонувати краще. В службі розвідки його наступником став колишній начальник поліції Ерік Акербум.

## Політична кар'єра
Схоф понад 30 років був пасивним членом Партії праці (PvdA), поки не залишив її на початку 2021 року. Після перемоги на загальних виборах популістської Партії свободи (PVV) Герта Вілдерса в листопаді 2023 року Схоф в інтерв'ю назвав це сигналом недовіри до уряду. З його словами, люди не могли помилитися, якщо проголосували за PVV у такій великій кількості.
16 травня 2024 року PVV представила праву коаліційну угоду з Народною партією за свободу і демократію (VVD), Новим суспільним договором (NSD) і Фермерсько-громадянським рухом (BBB). У рамках переговорів лідери чотирьох партій домовилися, що жоден із них не буде прем'єр-міністром. PVV спочатку запропонувала на цю посаду Рональда Пластерка, але він відмовився від розгляду через звинувачення в шахрайстві. Згодом Схоф був висунутий на посаду прем'єр-міністра 28 травня 2024 року коаліційними партіями під керівництвом Ріхарда ван Звола. Він був приведений до присяги 2 липня королем Віллемом-Александром у складі кабінету Схофа, змінивши Марка Рютте, що перебував на цій посаді майже 14 років..